# Hierarchical Music Specification Language
Hierarchical Music Specification Language – język programowania przeznaczony do tworzenia muzyki, zbiór zorientowanych obiektowo rozszerzeń do języka Forth. Jego skomplikowanie dla osób nieznających Forth zyskało mu przydomek "Her Majesty's Secret Language" (Tajny Język Jej Królewskiej Mości).
HMSL został zapoczątkowany w 1980 r. - autorami są Phil Burk (który opracował potem pForth), Larry Polansky i David Rosenboom, którzy pracowali wówczas w Mills College Center for Contemporary Music. Prace nad nim trwają do dzisiaj.